# Trachylepis hoeschi
Trachylepis hoeschi är en ödleart som beskrevs av  Mertens 1954. Trachylepis hoeschi ingår i släktet Trachylepis och familjen skinkar. Inga underarter finns listade i Catalogue of Life.